# الفضاء اللوني (ن ش ض) و (ن ش ق)

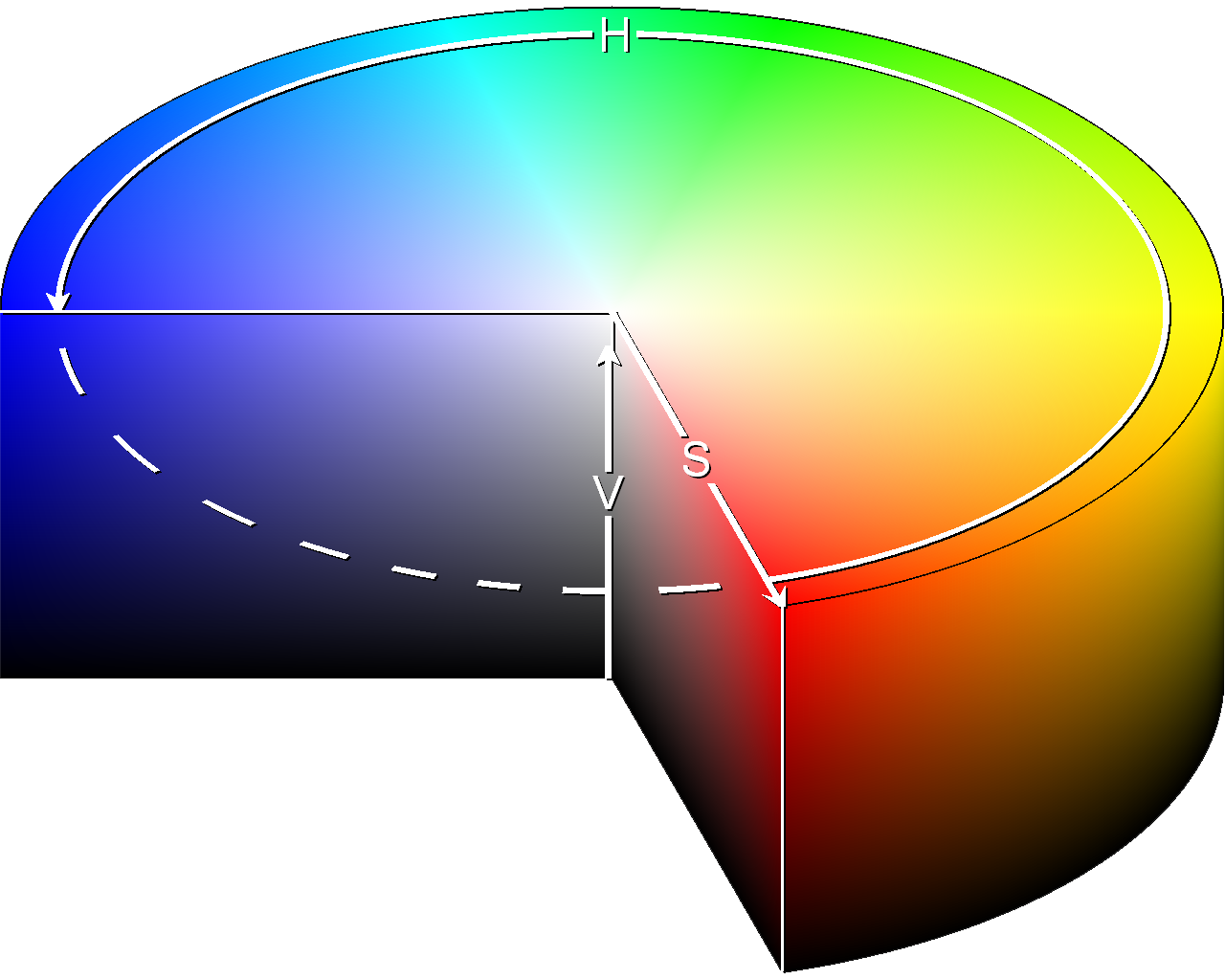
ن ش ق مرتب بشكل أسطواني

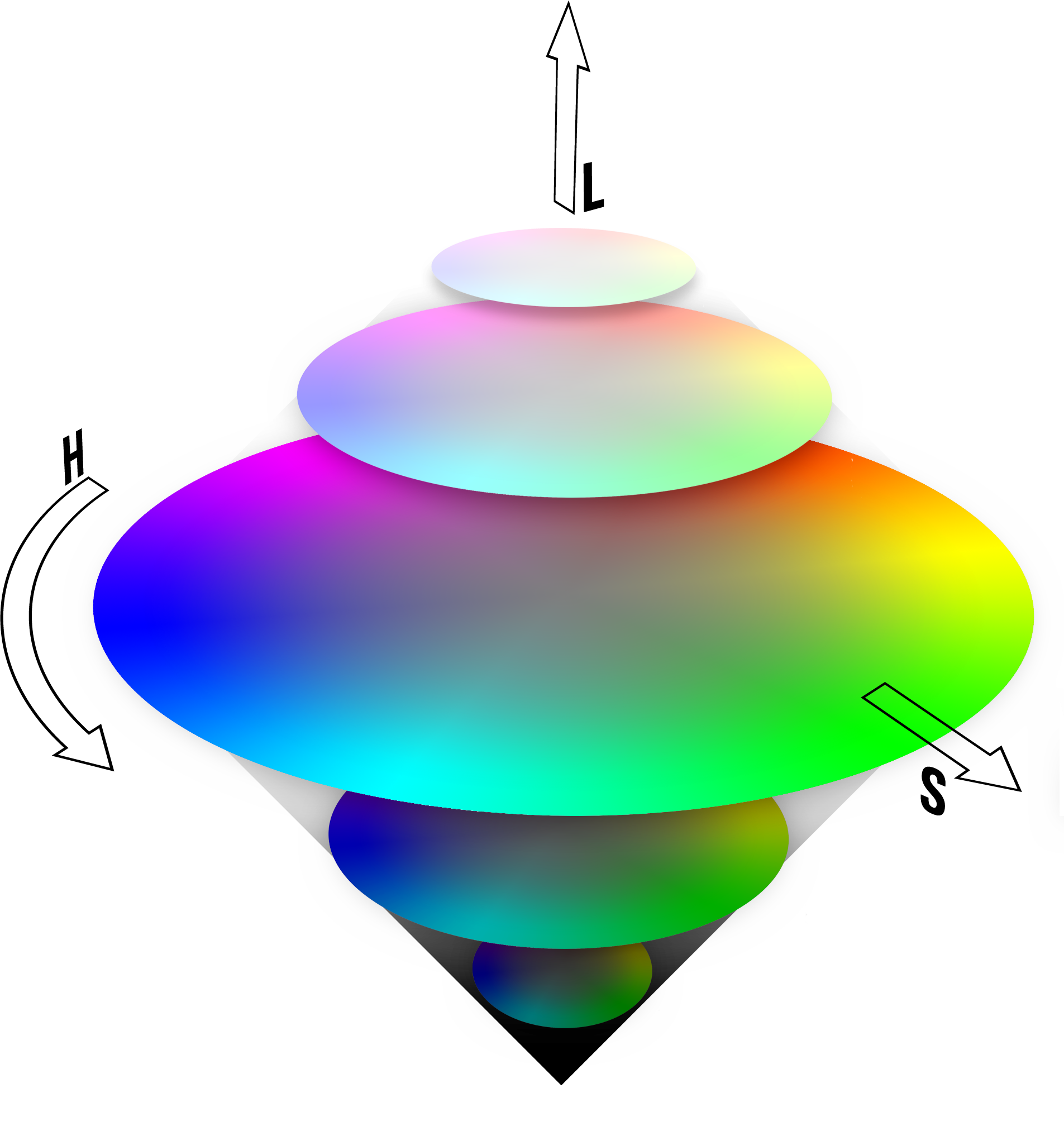
ن ش ض مرتب بشكل مخروط مزدوج Rdfan

 ن ش ض (نُقبة-إشباع-إضاءة) ون ش ق (نُقبة-إشباع-قيمة) هما تمثيلان للنقط في النموذج اللوني ح خ ز (أحمر-أخضر-أزرق) يحاولان توصيف معادلات إدراك اللون على وجه أدق من ح خ ز (أحمر-أخضر-أزرق)، وفي الوقت نفسه تبقى بسيطة حسابيا. تشير ن ش ض (بالإنجليزية: HSL)‏ إلى ن: نُقبة اللون، وش: إشباع اللون، وض: إضاءة اللون. كما تشير ن ش ق (بالإنجليزية: HSV)‏ إلى ن: نُقبة اللون، وش: إشباع اللون، وق: قيمة اللون. قد تستخدم أيضا HSI وHSB كأسماء بديلة وذلك باستبدال الكثافة واللمعان بإضاءة اللون و/ أو قيمة اللون.
يمكن اعتبار كلّ من ن ش ض ون ش ق وصفًا للألوان كنقط في أسطوانة (تسمى مجسم الألوان) يكون محورها متفاوتا من الأسود في الأسفل إلى الأبيض في الأعلى، وتتدرج الألوان الحيادية بينهما. وترتبط الزاوية حول المحور بنِقبة اللون، وتشير المسافة عن المحور إلى الإشباع، وتشير المسافة على طول المحور إلى إضاءة اللون، أو قيمة اللون، أواللمعان. إن كلا الفضائين اللونيين متشابهان، ولكنهما يختلفان بعض الشيء. كلاهما أسطوانيان وفقا للعلاقات الرياضية، ولكن يمكن تصور ن ش ق على أنه مخروط مقلوب من الألوان (مع نقطة سوداء في الأسفل، والألوان المشبعة حول قاعدة المخروط في الأعلى)، ويمكن تصور ن ش ض على أنه مخروط مزدوج أو كرة (اللون الأبيض في الأعلى، واللون الأسود في الأسفل، والألوان المشبعة حول الحافة الأفقية للمقطع العرضي الأفقي ويكون اللون الرمادي في المركز).
ومع أن تعريف النِقبة في ن ش ض ون ش ق يشير إلى نفس الخاصية، إلا أن تعريفهم للإشباع يختلف تماما. وبما أن ن ش ض ون ش ق هما تحويلان يعتمدان على نماذج ح خ ز المعتمدة بدورها على الأجهزة المستخدمة، فأن الألوان الفيزيائية المعرفة بالثلاثية (ن، ش، ض) أو (ن، ش، ق) تعتمد على الألوان الأولية الأحمر، والأخضر، والأزرق للجهاز أو الفضاء اللوني الخاص، وعلى تصحيح غاما (Gamma correction) المستخدم لتمثيل كميات هذه الألوان الأولية.
لكل جهاز يعمل على نظام ح خ ز فضاءات ن ش ض ون ش ق خاصة ترافقه، ويمكن تعريف الثلاثية (ن، ش، ض) أو (ن، ش، ق) عند ربطها بالفضاء اللوني ح خ ز (مثل الفضاء اللوني المعياري ح خ ز).
وصف ألفي راي سميث كلا النموذجين سنة 1978، مع أن مفهوم توصيف الألوان توصيفا ثلاثي الأبعاد يعود إلى القرن الثامن عشر (اقرأ المقطع أدناه).

## الاستخدام

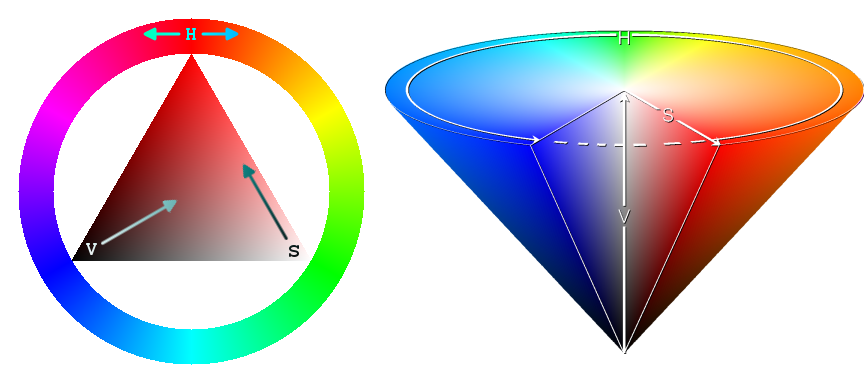
دولاب الألوان ن ش ق (يسار) يسمح للمستخدم باختيار سريع لأغلب الألوان. التمثيل المخروطي (يمين) للنموذج اللوني ن ش ق يلائم جيدا إظهار جميع الفضاء اللوني ن ش ق كجسم واحد. لاحظ أن المثلث في الصورة اليسارية يتعلق بوجه واحد من المقطع العرضي من الصورة اليمنية.

يفضل أحيانا أثناء العمل مع المواد الفنية، والصور الرقمية، والوسائط الأخرى، أن نستخدم النماذج اللونية ن ش ق ون ش ض بدلا من النماذج ح خ ز أو س ق ن د، بسبب الفروقات في الطرق التي تحاكي بها النماذج اللونية الإدارك اللوني البشري. إن ح خ ز هو نموذج لوني جمعي وس ق ن د هو نموذج لوني طرحي، تحاكي الطريقة التي تندمج فيها أضواء الألوان الأولية لتشكل ألونا جديدة.
يستخدم النموذج اللوني ن ش ق عموما في تطبيقات رسوميات الحاسوب. وفي عدة تطبيقات، يجب على المستخدم أن يختار اللون الذي سيطبق على عنصر رسومي محدد، وهنا يستخدم غالبا دولاب الألوان ن ش ق، حيث تمثل نُقبة اللون بالمنطقة الدائرية، ويستخدم المثلث المنفصل لتمثيل الإشباع والقيمة. ويكون الإشباع ممثلا بالمحور الشاقولي للمثلث، في حين يمثل المحور الأفقي قيمة اللون. وبهذه الطريقة يختار اللون مباشرة باختيار صبغته من المنطقة الدائرية، ثم اختيار الإشباع المرغوب والقيمة من المنطقة المثلثة.
يمثل النموذج اللوني ن ش ق بشكل آخر وهو المخروط. في هذا التمثيل، توصف نُقبة اللون بشكل مخروطي ثلاثي الأبعاد لدولاب الألوان. يمثل الإشباع بالمسافة من مركز المقطع العرضي الدائري للمخروط، وقيمة اللون هي المسافة من رأس المخروط. بعض التمثيلات تستخدم هرمًا سداسي السطوح، بدلا من المخروط الدائري. هذه الطريقة تلائم إظهار كل الفضاء اللوني ن ش ق في جسم واحد، ولكن بسبب طبيعته ثلاثية الأبعاد، فهو غير ملائم لاختيار اللون في برامج الحاسوب ثنائية الأبعاد.
يمكن أيضا إظهار الفضاء اللوني ن ش ق كجسم أسطواني، مشابه للمخروط في الأعلى، وتتفاوت نُقبة اللون على طول المحيط الخارجي للأسطونة، وبتفاوت الإشباع مع المسافة من مركز المقطع العرضي الدائري. تتفاوت قيمة اللون أيضا من الأعلى إلى الأسفل. ويعتبر هذا النموذج الأسطواني أكثر النماذج الدقيقة رياضيا للفضاء اللوني ن ش ق، مع أن عدد مستويات الإشباع وصبغات اللون المرئية تتناقص عمليا مع اقتراب قيمة اللون من الأسود. بالإضافة إلى أن الحواسيب تخزن قيم ح خ ز بمجال محدود من الدقة. فهذه القيود في الدقة المترافقة مع محدودية الإدراك اللوني البشري يجعل تصور المخروط عمليا في معظم الحالات.

## مقارنة بين «ن ش ق» و«ن ش ض»

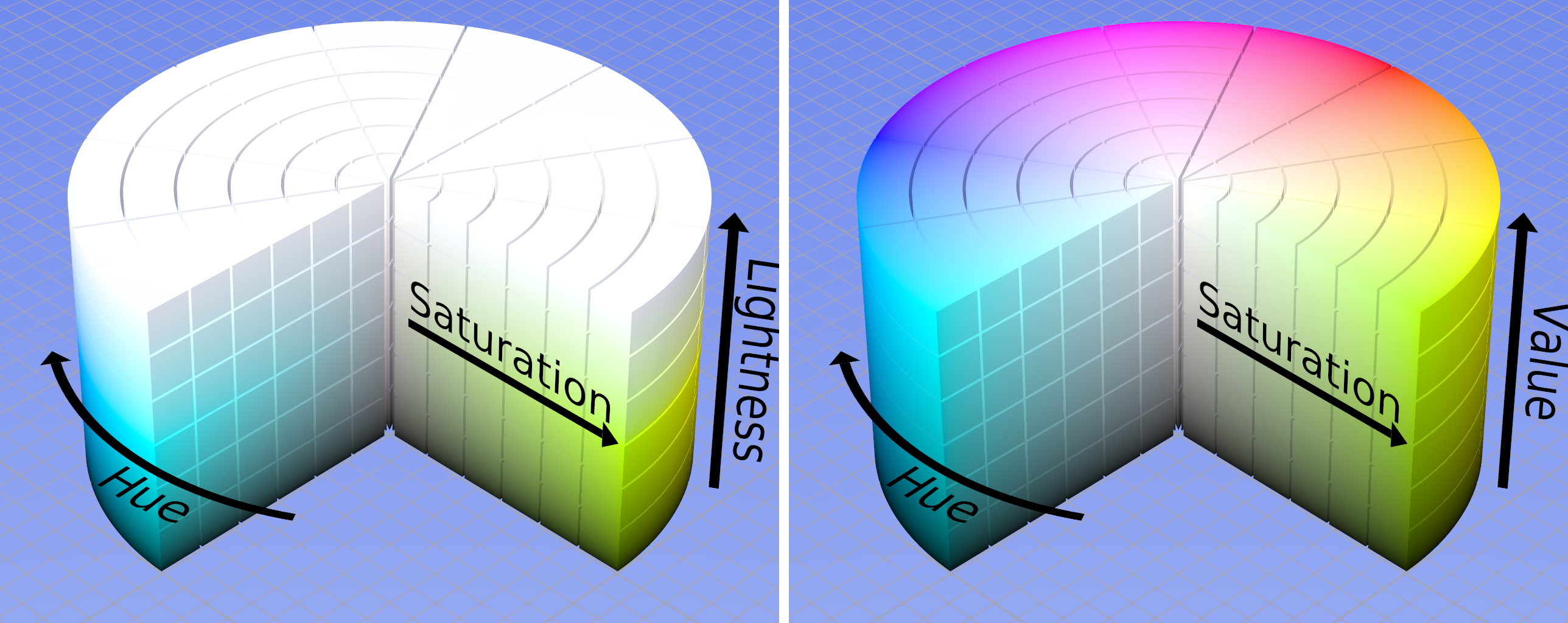
مقارنة النماذج اللونية "ن ش ض" على اليسار و"ن ش ق" على اليمين

إن النموذج اللوني ن ش ض مشابه لـ ن ش ق. ون ش ض يعكس بالنسبة لبعض الناس المفهوم البديهي للإشباع والإضاءة كمتغيرين مستقلين، ولكن يعتقد البعض الآخر أن تعريف الإشباع وفق ن ش ض خطأ، فمثلا للألوان الفاتحة جدا، يمكن تعريف معظم الألوان البيضاء كألوان مشبعة في ن ش ض.
وقد نصت رابطة الشبكة العالمية في CSS3 من صفحات الطرز المتراصة أن «من ميزات ن ش ض أنها متناظرة بالنسبة للإضاءة والعتامة (وهذه ليست الحالة مع ن ش ق مثلا)...»، وهذا يعني أن:
- في ن ش ض، يتفاوت الإشباع من اللون المشبع تماما إلى اللون الرمادي المكافئ (وفي ن ش ق، عندما تكون قيمة اللون أعظمية، فإنها تتفاوت من اللون المشبع إلى الأبيض، وهذا قد يعتبر عكس البديهي من القول).
- تتفاوت الإضاءة في ن ش ض على كامل المجال من الأسود إلى اللون المختار إلى اللون الأبيض (في ن ش ق، تتغير قيمة اللون حتى منتصف الطريق، من الأسود إلى اللون المختار).

## اقرأ أيضا
- مجسم الألوان
- نظرية اللون
- تجوية فضائية